# Ривас, Ласаро
Ласаро Ривас Скуль (исп. Lázaro Rivas Scull; 4 апреля 1975, Гавана, Куба — 23 декабря 2013, Сан-Хосе-де-лас-Лахас, Куба) — кубинский борец греко-римского стиля, серебряный призёр летних Олимпийских игр в Сиднее (2000).

## Спортивная карьера
Начал заниматься борьбой в десятилетнем возрасте. После нескольких локальных побед в 1987 г. был принят в школу Escuela de Iniciación Deportiva (EIDE) провинции Гаван; в 1990 г. перешёл в Школу высших спортивных достижений (ESPA) . Выступал за спортивное общество «Серро Пеладо Гавана», его основным тренером являлся Педор Вал.
После победы на крупном международном турнире в колумбийском Кали (1996) квалифицировался на летние Олимпийские игры в Атланте (1996), на которых занял пятое место. Восьмикратный победитель Панамериканских чемпионатов по борьбе: Сан-Хуан (1997), Виннипег (1998), Кали (2000), Маракайбо (2002), Санто-Доминго (2003), Гватемала (2004), Гватемала (2005) и Рио-де-Жанейро (2006). Чемпион Панамериканских игр в Виннипеге (1999).
На чемпионате мира в Бреслау (1998) оказался лишь девятым. Победитель чемпионата мира в Афинах (1999). Серебряный призёр Панамериканского чемпионата в Санто-Доминго (2001), бронзовый призёр чемпионатов мира в греческих Патрах (2001) и французском Кретее (2003). Серебряный призёр Кубка мира в Тегеране (2005).
На летних Олимпийских играх в Сиднее (2000) завоевал серебряную медаль, уступив лишь южнокорейскому борцу Сим Квон Хо. На своих третьих летних Играх — в Афинах (2004) занял пятое место. На первенстве мира в Будапеште (2005) остался без медали, уступив в борьбе за бронзу казахскому спортсмену Ермеку Кукетову. В 2006 г. побеждает на Играх стран Центральной Америки и Карибского бассейна. На Панамериканском чемпионате в Сан-Сальвадоре (2007) стал только бронзовым призёром и принял решение завершить свои международные выступления. В феврале 2011 г. завершил свою спортивную карьеру.
Работал учителем физкультуры. 21 декабря 2013 г. спортсмен подвергся нападению во время концерта в Сан-Николас де Бари, получив одиннадцать ножевых ранений. Через два дня он скончался в больнице. 